# Shākerīyeh
Shākerīyeh (persiska: شاکریّه) är en ort i Iran.   Den ligger i provinsen Khuzestan, i den västra delen av landet, 500 km sydväst om huvudstaden Teheran. Shākerīyeh ligger 15 meter över havet och antalet invånare är 636.
Terrängen runt Shākerīyeh är mycket platt. Runt Shākerīyeh är det ganska glesbefolkat, med 38 invånare per kvadratkilometer. Närmaste större samhälle är Sūsangerd, 6,8 km väster om Shākerīyeh. Trakten runt Shākerīyeh är ofruktbar med lite eller ingen växtlighet.